# 新町 (青森市)
新町（しんまち）は青森県青森市の地名。新町一・二丁目が設置されている。郵便番号は030-0801。

## 地理
新町は、青森駅東口駅前広場から東に伸びる新町通り（青森県道16号青森停車場線）の両側に沿って細長く約１キロにわたって連なる街である。中心市街地のなかでは北西寄りの位置にあり、市内でも最も数多くの商店が集まる商店街であり、旧市街地のなかでは最も繁華な地区と言える。新町通りのほぼ中間で八甲通り（アスパム通り）が交差している。八甲通りを境にして、西側が一丁目、東側が二丁目となっている。
北は、新町通りと平行に断続して走る小路を隔てて安方、東は柳町通りを隔てて本町、南は青森市都市計画道路 3･4･9 図書館通り新町線を隔てて古川・長島、西は青森駅前広場を隔てて柳川に接する。
新町は、東西に走る新町通り沿い、図書館通り新町線沿いで街の様相が大きく異なる。また、それぞれの通りのなかでも東西で街の様相に大きな差が見られる。特に、図書館通り新町線沿いは、一丁目と二丁目で大きくその様相が変わる。一丁目はニコニコ通りと呼ばれる商店街、二丁目は官庁街となっている。
この「地理」の項目では、新町通り・ニコニコ通り・官庁街と３つに分けて説明することにする。次いで、新町通りと直交する通りを紹介する。

### 新町通り
新町通りは、青森駅の駅前通りであり、青森市の目抜き通りに位置づけられる。通りの両側には商店と事務所ビルが立ち並ぶ。新町商店街は、青森市随一の商店街であるが、近年は郊外の商店街との競争にさらされ、様相が変化している。前世紀にはほとんど見られなかった住宅マンションが所々にみられるようになった。

#### 新町通りの道路設備
新町通りは全幅25mで、両側に歩道が設けられている。車道は2車線であり、冬には海水を利用した融雪パイプで路面に散水し、雪を溶かしている。
歩道については、一部を除き、アーケードが設けられている。アーケードが初めて設けられたのは1959年頃と言われている。当時は、1階の屋根までの高さに過ぎなかった。その頃のアーケードは、現在も2丁目の「高谷鋸刃物店」前に残されている。1977年のあすなろ国体の頃、現在のアーケードに掛け替えられ、2階の屋根までの高さとなった。1990年代終わり頃に電線地中化工事とともにアーケードと歩道が一部改装された。自転車通行帯は、オブジェ等で区切られた歩道の最も外側の、屋根がかかっていない部分に整備された。また、同時にアーケードの看板、信号機等も更新され、歩行者用のものは待ち時間を表示するものとなった。
歩道内には、随所にオブジェや掲示板が設置されている。

#### 新町通りの主な施設
- 青森駅前公園 – 隣接する柳川一丁目、安方一丁目も含まれる。
- ミッドライフタワー青森駅前
- アウガ
  - 青森市役所駅前庁舎
  - 青森市男女共同参画プラザ
  - 青森市民図書館
  - 青森みちのく銀行青森市役所支店
- パサージュ広場
- 近畿日本ツーリスト青森支店
- さくら野百貨店青森店
- 成田本店しんまち店
- チャンドラ
- みずほ銀行青森支店
- SMBC日興証券青森支店
- 青森みちのく銀行新町支店
- 青森みちのく銀行青森支店・青森古川支店
- 日本旅行東北青森支店
- 東武トップツアーズ青森支店
- 日専連青森しんまちプラザ
- 秋田銀行青森支店
- 野村證券青森支店

#### 商業・公共施設の郊外移転と再開発
青森市は、繁華街の移動を繰り返してきた都市である。青森駅の正面玄関が明治末に新町通り奥に移転してから新町は発展した。周辺は、線路により市街地が南北だけでなく東西にも分断されたため、現在の青森市西部地区・南部地区に相当する地域の発展は抑制されていた。
しかし、1970年代から都市機能が次第に郊外に移転していった。まず、青森市中央卸売市場が1972年青森市横内地区に新設され、安方にあった青森市営魚市場の機能の大半もそちらに移転した。次いで、1977年、ジャスコを核店舗とするサンロード青森が同市浦町字奥野（現 緑一丁目）に完成、新町をはじめとする青森市旧市街地の商店もここに支店を設けた。その他、郊外に立地する小売店舗も徐々に増加し、浦町地区もさらなる変貌を遂げた。
次いで、郊外に公共施設が移転・新設されるようになった。長島にあった青森県立中央病院が造道地区に移転し(1981年)、1990年代には青森県総合社会教育センターが荒川地区に設置され、次いで、新町二丁目にあった青森県立図書館がその隣接地に移転した。
そして2000年前後、再び郊外型大規模店舗の出店が始まる。1999年石江三好にジョイフルシティみなみ西バイパス店（現 マエダモール西バイパス店）が開店、翌年、浜田地区にイトーヨーカドー青森店が開店した。その後、浜田地区を中心に、大規模店の開店ラッシュが続き、新幹線の新青森延伸前後から、駅のある石江地区にも大規模店が開店し始めた。
一方、1990年代末頃から新町通りの空き店舗が問題化した。振興策としてパサージュ広場やアウガ、ミッドライフタワーの建設が行われた一方で、新町の比重も青森駅前へと移動していった。

### ニコニコ通り
新町一丁目のうち、青森市都市計画道路 図書館通り新町線に面する部分は、隣接する古川一丁目のうち、この道路に面する部分と一体化した商店街を形成している。道路の両側にはアーケードが設けられている。衣料品・食料品を扱う商店、飲食店など、小規模な商店がよくみられる。このうち、アウガ周辺は、生鮮食料品を扱う商店が多い。但し、商店数は近年減少傾向である。

#### ニコニコ通り沿いの主な施設
- 青森国際ホテル – 2020年閉館[3]
- 中三青森本店 – 昭和通り・ニコニコ通りの交差点北西角にある。

### 新町二丁目官庁街
新町二丁目のうち、青森市都市計画道路 図書館通り新町線に面した部分は周辺に官庁が多い。隣接する長島一丁目も、青森県庁などがあり、新町二丁目と一体の官庁街を形成している。

#### 新町二丁目官庁街の主な施設
- 青森県警察本部
- 青森県庁舎北棟 - 青森県立図書館跡地にある。
- 青森県共同ビル
- 青森県営駐車場
- 青森合同庁舎

### その他の通り
その他、新町通りには、直交する通りがいくつかある。
- 中央古川通り – アウガ東側交差点を通る。
- 昭和通り - 青森東映ビル東側交差点を通る。
- 夜店通り – 甘精堂西側交差点から南に伸びる。両側にアーケードがある商店街である。商店数は近年減少傾向。
- 八甲通り – 協同社ビル西側交差点を通る。国道より北側はアスパム通りとも呼ばれる。1945年（昭和20年）の建物疎開により建設された。通りの名称は、「八紘一宇」と八甲田山にかけて命名されたという。
- 県庁通り – 青森市都市計画道路３・４・１０県庁通り線。アスパム南東の安方地区から、県庁東側・長島小学校を通り、青い森鉄道沿いまで伸びる道路。
- 柳町通り – 青森県道16号青森停車場線。両側に広い歩道があり、一部、アーケードが設けられている。地下には駐車場が設置されている。

## 歴史

### 沿革
新町は、1671(寛文11)年に町立てされた。その直後、この町の南に接する場所に、弘前藩主の宿泊所である青森御仮屋の建設が始まった。
明治期になっても一部に湿地が残っていたものの、新町小学校をはじめとして、青森師範学校など、様々な学校がこの地域内に建てられた。
新町が商業地として大きく発展するのは、大正期からであるといわれる。1906(明治39)年、青森駅の改築（2代目駅舎竣工）で、駅正面出口が安方通り側から新町通り側に移動したことから徐々に発展し、それまでの湿地が埋め立てられ、各種数多くの商店が建てられた。1921(大正10)年、柳町通りとの交差点北西角に松木屋呉服店が開店し、昭和初期までには、大町通りに代わり、青森市内随一の繁華街として成長した。
1945(昭和20)年7月の青森空襲によってほとんど灰燼に帰すも、戦後は復興し、引き続き買い物客でにぎわう商店街となった。
1968(昭和43)年9月1日、青森市中部地区の住居表示実施により、周辺の各町の一部をも取り込み、新町一・二丁目が成立した。
平成に入るころから、青森市の郊外店舗が充実して新町周辺の商店の買い物客が減少し、新町通りはその性格の転換を迫られた。

### 町名の変遷
| 実施後     | 実施年月日   | 実施前                                                 |
| ---------- | ------------ | ------------------------------------------------------ |
| 新町一丁目 | 1968年9月1日 | 古川字柳川の全部、古川字千刈、古川字美法、新町の各一部 |
| 新町二丁目 | 1968年9月1日 | 新町、大野字長島、柳町、米町の各一部                   |

### 住居表示前の町域
藩政時代から住居表示実施前までの新町は、現在の昭和通りから柳町通りまでの間であり、西側から順番に上新町・中新町・下新町と３つに分けて呼ばれることもあった。おおむね、昭和通りと県庁通りの間が上新町、県庁通りから善知鳥神社表通りまでが中新町、善知鳥神社表通りから柳町通りまでが下新町であった。

## 交通
隣接する柳川一丁目にJR東日本・青い森鉄道青森駅がある。地域内のバス停は次の通り
- アウガ前 - 新町通り沿い。青森駅行きのみが停車する。
- 新町一丁目 - 新町通りの南北に各1か所ある。これらは、新町経由の各路線が停車する。ほか、中三青森店昭和通り側に1か所あり、こちらは、青森市営バス・市民バスの国道経由の青森駅行き、および、弘南バスの青森営業所方面行きが停車する。
- 県庁通り - 新町通りの南北に各1か所ある。新町経由各路線が停車する。
- 新町二丁目 - 新町通りの南北にある。新町経由各路線が停車する。
- 八甲通り - 八甲通り協同社ビル前に1か所ある。青森駅発の西部地区方面行き等が発着する。

## 祭事
- 青森ねぶた祭
- AOMORI春フェスティバル